# DDR-Meisterschaften im Fechten 1954
Die DDR-Meisterschaften im Fechten 1954 waren die dritte Austragung der nationalen Titelkämpfe der Deutschen Demokratischen Republik im Fechten. Die Einzelmeisterschaften fanden um den 16. Mai 1954 in Eisenach (Bezirk Erfurt) statt, während die Mannschaftsmeisterschaften bis zum 5. Dezember 1954 in Leipzig ausgetragen wurden.

## Medaillengewinner

### Einzelmeisterschaften
| Disziplin | Gold                                            | Silber                                          | Bronze                                              |
| Männer    | Männer                                          | Männer                                          | Männer                                              |
| --------- | ----------------------------------------------- | ----------------------------------------------- | --------------------------------------------------- |
| Florett   | Dieter Athenstedt (BSG Empor Mitte Leipzig)     | Heinz Ebert (BSG Einheit Mitte Karl-Marx-Stadt) | Hans Baumbach (BSG Motor West Zella-Mehlis)         |
| Degen     | Dieter Athenstedt (BSG Empor Mitte Leipzig)     | Walter Lamprecht (BSG Lokomotive Köthen)        | Fritz Burggraf (BSG Lokomotive Köthen)              |
| Säbel     | Heinz Ebert (BSG Einheit Mitte Karl-Marx-Stadt) | Hans-Eberhard Gäbel (DHfK Leipzig)              | Rudi Kneip (BSG Empor Mitte Leipzig)                |
| Frauen    |                                                 |                                                 |                                                     |
| Florett   | Elisabeth Herold (BSG Empor Mitte Leipzig)      | Herta Presting (BSG Motor Jena)                 | Christa Freitag (BSG Einheit Mitte Karl-Marx-Stadt) |

### Mannschaftsmeisterschaften
| Disziplin | Gold                              | Silber | Bronze                                                                                     |
| Männer    | Männer                            | Männer | Männer                                                                                     |
| --------- | --------------------------------- | ------ | ------------------------------------------------------------------------------------------ |
| Florett   | BSG Empor Mitte Leipzig           |        | BSG Motor West Zella-Mehlis Hans Baumbach Werner Hübner Mühlfeld Herbert Schöne Erich Wahl |
| Degen     | BSG Lokomotive Köthen             |        |                                                                                            |
| Säbel     | BSG Empor Mitte Leipzig           |        | BSG Motor West Zella-Mehlis Hans Baumbach Werner Hübner Mühlfeld Herbert Schöne Erich Wahl |
| Frauen    |                                   |        |                                                                                            |
| Florett   | BSG Einheit Mitte Karl-Marx-Stadt |        |                                                                                            |

## Medaillenspiegel
Der Medaillenspiegel umfasst lediglich die achtzehn bekannten Medaillen, sechs weitere Medaillengewinner sind nicht erfasst.
| Rang   | Verein                            | Gold | Silber | Bronze | Gesamt |
| ------ | --------------------------------- | ---- | ------ | ------ | ------ |
| 1.     | BSG Empor Mitte Leipzig           | 5    | 0      | 1      | 6      |
| 2.     | BSG Einheit Mitte Karl-Marx-Stadt | 2    | 1      | 1      | 4      |
| 3.     | BSG Lokomotive Köthen             | 1    | 1      | 1      | 3      |
| 4.     | BSG Motor Jena DHfK Leipzig       | 0    | 1      | 0      | 1      |
| 6.     | BSG Motor West Zella-Mehlis       | 0    | 0      | 3      | 3      |
| Gesamt | Gesamt                            | 8    | 4      | 6      | 18     |